# Haliplectus onepui
Haliplectus onepui is een rondwormensoort uit de familie van de Haliplectidae. De wetenschappelijke naam van de soort is voor het eerst geldig gepubliceerd in 1968 door Yeates.